# John Bosman
John Bosman (Bovenkerk, 1965. február 1. –) Európa-bajnok holland labdarúgó, csatár.

## Pályafutása

### Klubcsapatban
A Roda '23, majd az RKAVIC korosztályos csapataiban kezdte a labdarúgást. 1983-ban szerződött az Ajaxhoz, ahol öt idényen át szerepelt. Egy bajnoki címet és két holland kupa győzelmet ért el a csapattal. Tagja volt az 1986–87-es KEK-győztes, majd a következő idényben a döntőig eljutó csapatnak. Ekkor a belga Mechelentől kapott ki az Ajax és Bosman a nyáron pont a belga klubhoz szerződött és így tagja lett az 1988-as UEFA-szuperkupa győztes együttesnek. Az 1988–89-es szezonban belga bajnok lett a csapattal. Az 1990–91-es idényben a PSV Eindhoven labdarúgója volt és bajnoki címet szerzett a klubbal. 1991 és 1996 között a belga Anderlecht játékosaként három bajnoki címet és egy belga kupa győzelmet ért el. 1996 és 1999 között az FC Twente, 1999 és 2002 között az alkmaari AZ együttesében szerepelt. 2002-ben vonult vissza az aktív labdarúgástól.

### A válogatottban
1986 és 1997 között 30 alkalommal szerepelt a holland válogatottban és 17 gólt szerzett. Az 1988-as NSZK-beli Európa-bajnokságon aranyérmes lett a csapattal. Tagja volt az 1994-es Egyesült Államokbeli világbajnokságon részt vevő válogatott keretnek.

## Sikerei, díjai
Hollandia
- Európa-bajnokság
  - aranyérmes: 1988, NSZK

 Ajax
- Holland bajnokság
  - bajnok: 1984–85
- Holland kupa (KNVB beker)
  - győztes: 1986, 1987
- Kupagyőztesek Európa-kupája (KEK)
  - győztes: 1986–87
  - döntős: 1987–88

 KV Mechelen
- Belga bajnokság
  - bajnok: 1988–89
- UEFA-szuperkupa
  - győztes: 1988

 PSV Eindhoven
- Holland bajnokság
  - bajnok: 1990–91

 RSC Anderlecht
- Belga bajnokság
  - bajnok: 1992–93, 1993–94, 1994–95
- Belga kupa
  - győztes: 1994